# 相良村立相良北中学校
相良村立相良北中学校（さがらそんりつ さがらきたちゅうがっこう）は、かつて熊本県球磨郡相良村大字四浦にあった公立の中学校。
2003年（平成15年）3月末をもって閉校し、「相良村立相良中学校」に統合された。
なお閉校後、運動場には相良村立相良北小学校の新校舎が建設され、同校の敷地となっている。

## 概要
歴史
1947年（昭和22年）の学制改革により、新制中学校として創立。2003年（平成5年）に閉校し、56年の歴史に幕を下ろした。
校訓・校章・校歌

## 沿革
- 1947年（昭和22年）- 学制改革が行われる（六・三制の実施）。
  - 4月1日 - 四浦国民学校の初等科は、新制小学校「四浦村立四浦小学校」に改組・改称。
  - 4月 - 四浦国民学校の高等科は青年学校普通科とともに、新制中学校「四浦村立四浦中学校」に改組・改称。小学校に併設される。
- 1956年（昭和31年）9月1日 - 2村（川・四浦）合併により「相良村」が発足。「相良村立相良北中学校」（最終名）と改称。
- 1981年（昭和56年）3月 - 新校舎・運動場・体育館が完成[1]。
- 1983年（昭和58年）8月 - 男子バレーボール部が全国大会に出場[1]。
- 2003年（平成15年）
  - 3月31日 - 統合により閉校。56年の歴史に幕を下ろした。
  - 4月1日 - 相良村立中学校2校（相良北・相良南）が統合し、「相良村立相良中学校」が新設される。旧・相良南中学校の校地・校舎が継承された。
    - 跡地はしばらく「相良村生涯学習センター」として利用されていたが、現在は閉鎖されている。

## 交通アクセス
最寄りのバス停留所
- 九州産交バス 「相良北小学校前」停留所

最寄りの幹線道路
- 国道445号
- 熊本県道162号相良人吉線

## 周辺
- 相良村 学校給食共同調理場
- 相良村立相良北小学校
- 四浦郵便局
- 四浦阿蘇神社
- 川辺川